# Geografia da Galiza

Mapa topográfico da Galiza

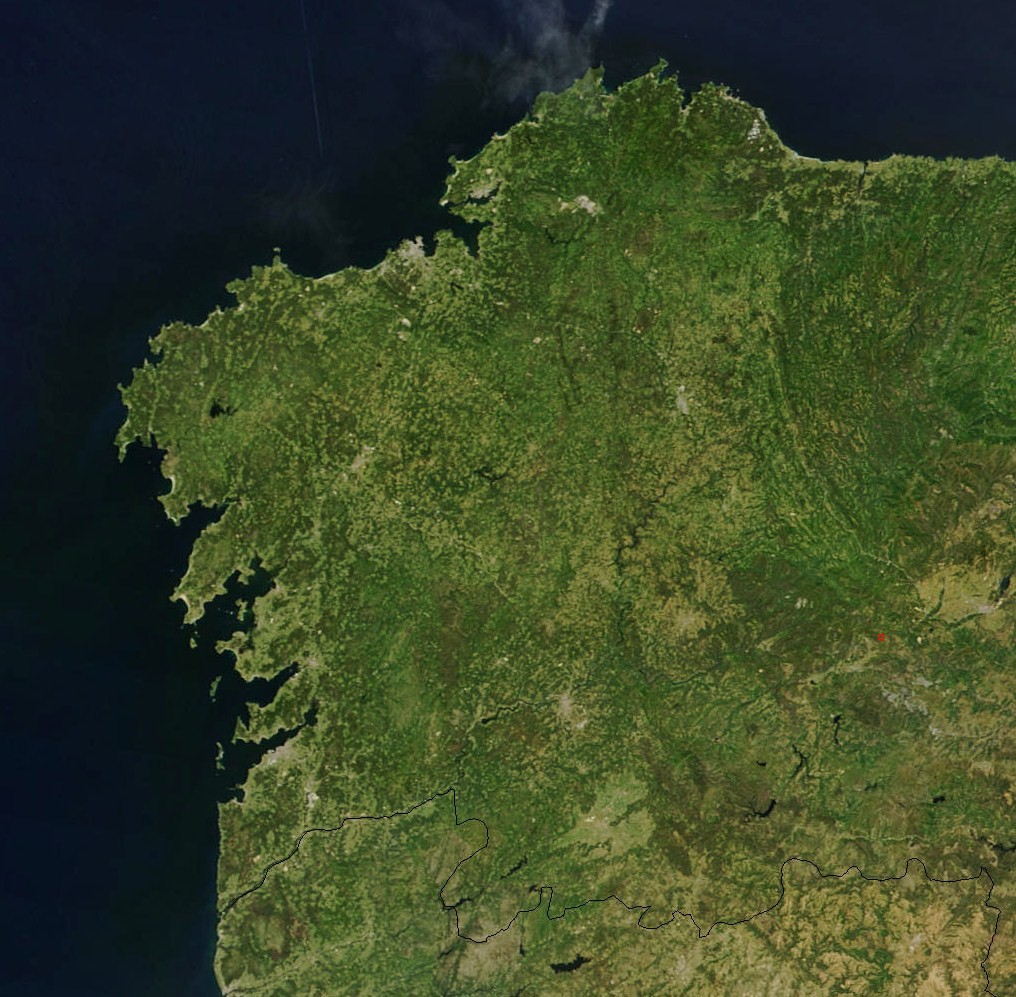
Imagem do noroeste peninsular realizada por um satélite da NASA.

Mapa de Galiza, delimitando as diferentes bacias hidrográficas

A geografia da Galiza caracteriza-se pelo contraste entre os relevos costero, de baixa altitude, e o do interior, de uma maior altitude. Também contrasta a morfologia entre as planícies elevadas setentrionais e as serras e depressões meridionais.

## Limites
O território de Galiza está compreendido entre as latitudes 43º 47' N (Estaca de Bares) e 41º 49' N (fronteira com Portugal no parque do Xurés) em latitude. Em longitude, entre 6º 42' O (limite entre Ourense e Samora) e 9º 18' O (conseguido praticamente em dois lugares: cabo da Nave em Finisterra e cabo Touriñán).

## A costa

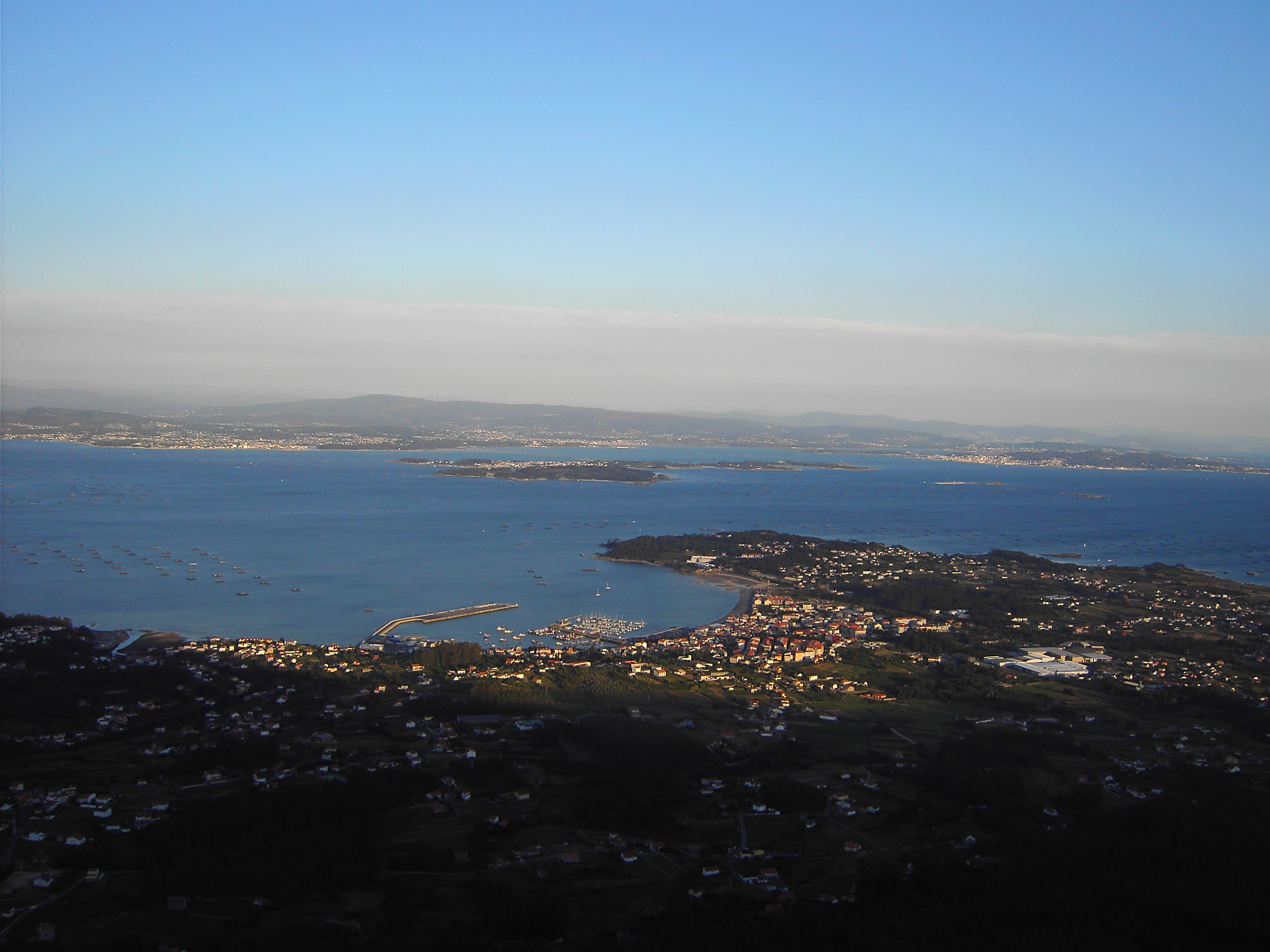
Ria de Arousa constitui a maior ria galega em superfície.

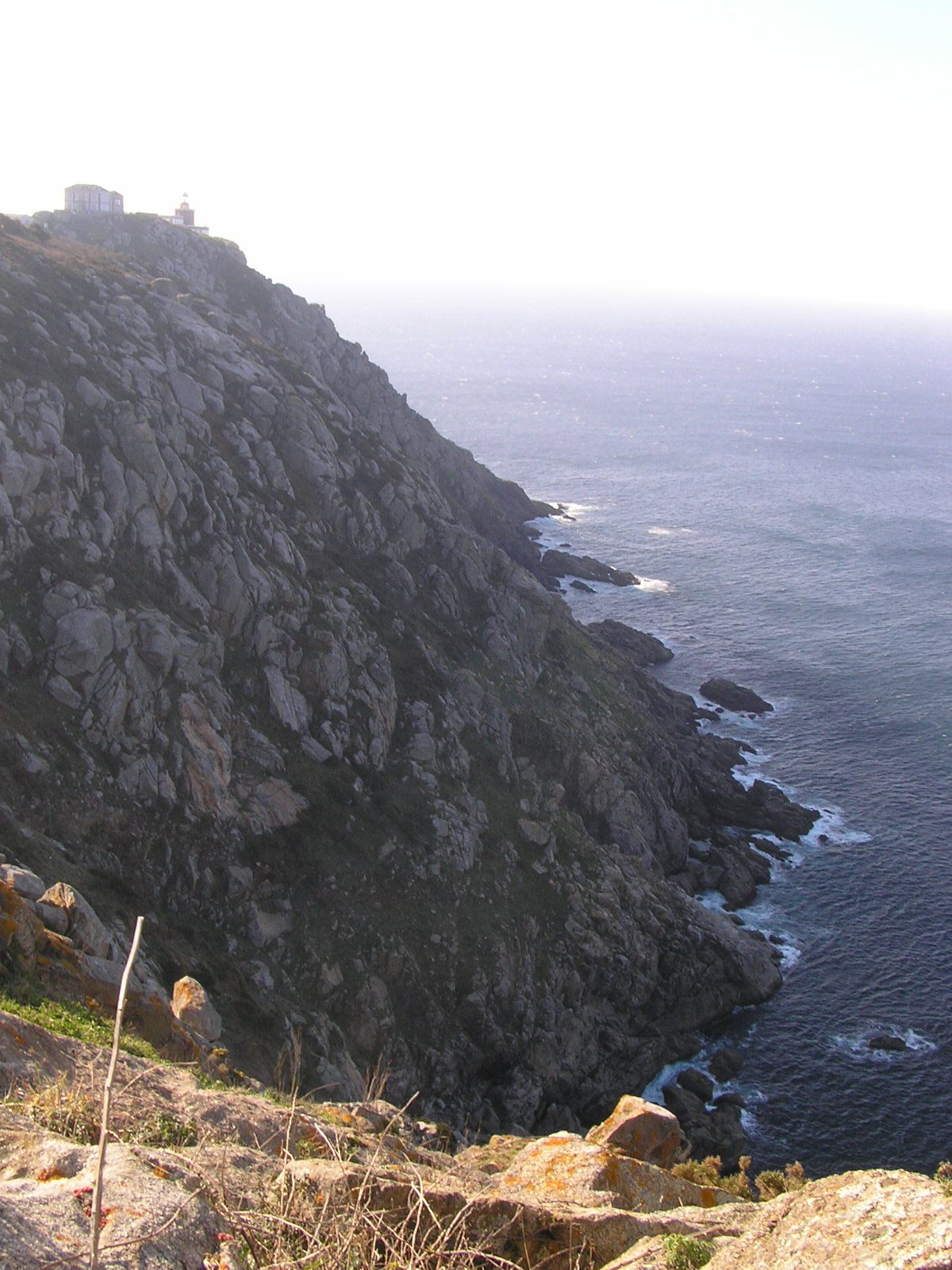
Cabo Finisterra

A costa peninsular galega conta com 1.498 quilômetros distribuídos da seguinte maneira: Costa atlântica galega 123 km de altitude, Costa de Lugo 144 km, longitude de costa na Corunha 956 km, correspondido à província de Pontevedra  398 km de longitude, (excluem-se desta medida as ilhas e ilhotas pertencentes à comunidade galega) e tem multidão de entrantes e salientes e ilhas pequenas, e em geral é escarpada ou com descensos pouco suaves. Alternam lugares com características diferentes, como Corrubedo nas Rias Baixas ou a Rasa Cantábrica na Mariña de Lugo, a primeira um lugar de características dunares numa costa de perfil baixo, e a segunda uma zona de deposição geológica elevada sobre seu nível original.
A maioria da população vive ao lado de rias atlânticas, nos maiores núcleos urbanos e suas áreas de influência. As rias têm importância pesqueira, contribuindo a que a costa galega seja uma das zonas pesqueiras mais importantes do mundo. Também atraem multidão de turistas pelas magníficas vistas e praias.

### As rias
Geograficamente, uma das peculiaridades de Galiza é a presença das rias, fendas na costa nas que o mar inundou os vales fluviais por declínio do nível terrestre (ascensão relativa do nível marinho). As rias estão tradicionalmente divididas em Rias Altas e Rias Baixas, segundo sua posição com respeito a Finisterra como ponto mais ocidental de Galiza.
As Rias Altas são as de Ribadeo, Foz, Viveiro, O Barqueiro, no mar Cantábrico (isto é, ao leste da Estaca de Bares como ponto mais ao norte de Galiza), e Ortigueira, Cedeira, Ferrol, Betanzos, Corunha, Corme e Laxe e Camariñas.
As Rias Baixas, todas na fachada atlântica, são de maior tamanho. Listadas (de norte a sul) são Muros e Noia, Arousa, Pontevedra e Vigo.

### Cabos
Os cabos mais conhecidos são:
- Estaca de Bares, que marca o ponto mais ao norte de Galiza e a separação entre o oceano Atlántico e o mar Cantábrico, entre as rias de O Vicedo e Ortigueira.
- Cabo Ortegal, entre a ria de Ortigueira e os alcantilados de Teixido.
- Cabo Prior, ao norte de Ferrol.
- Ponta Santo Adrao, próxima a Malpica.
- Cabo Vilán, que limita a ria de Camariñas.
- Cabo Touriñán , ao sul da ria de Camariñas, tendo numa de suas orlas o ponto mais ocidental da Galiza.
- Cabo Finisterra, considerado pelos romanos como o fim do mundo conhecido.
- Cabo Silleiro, que fecha pelo sul a ria de Vigo.

### Ilhas

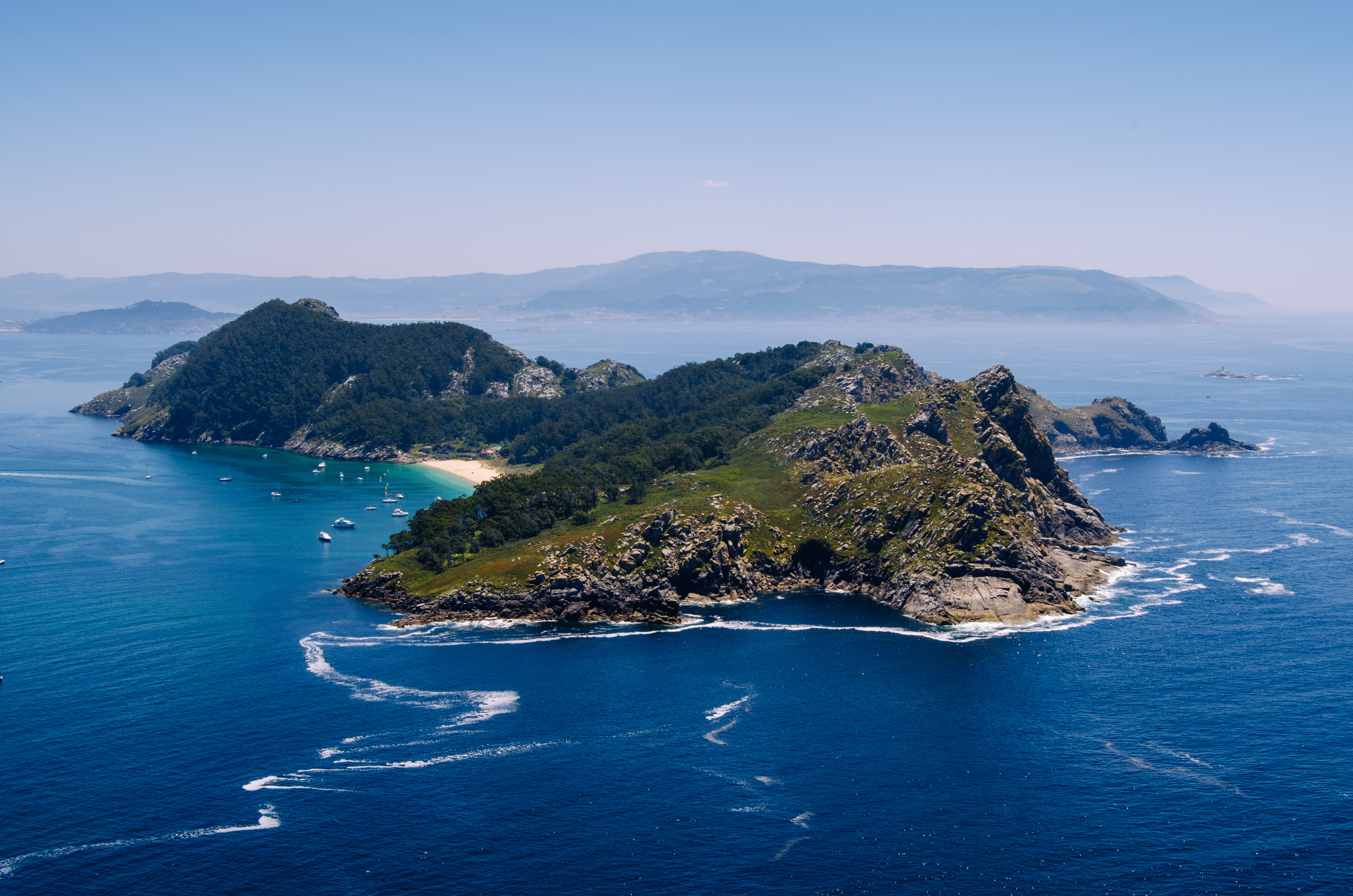
O arquipélago das Ilhas Cíes faz parte desde 2002 do Parque Nacional das Ilhas Atlánticas de Galiza.

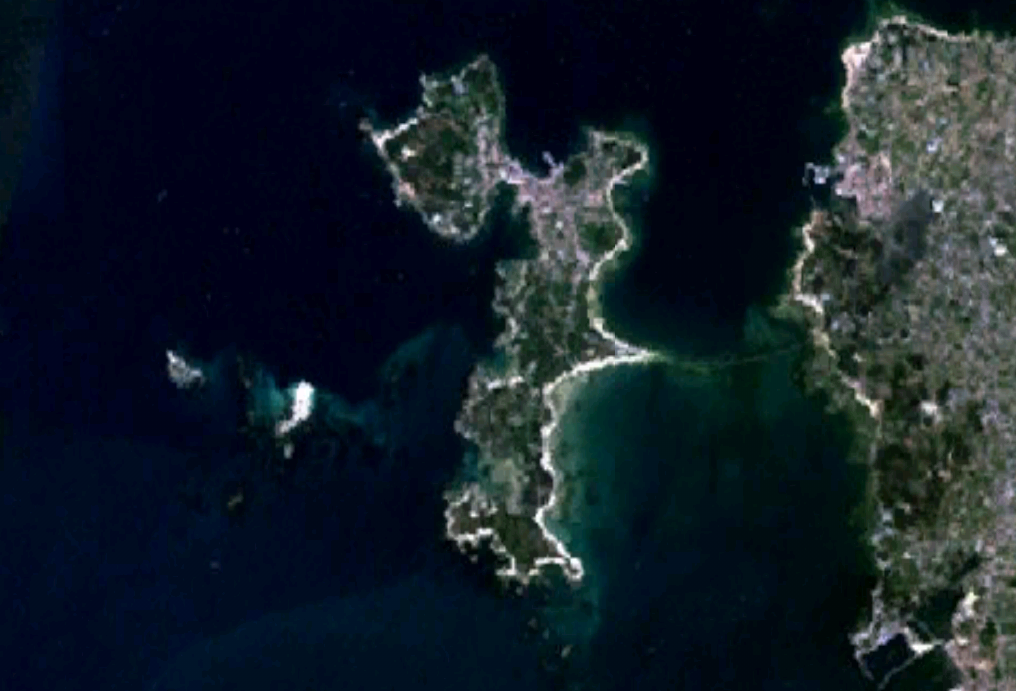
A Ilha de Arousa com 4.884 habitantes em 2005 constitui a ilha mais povoada de Galiza.

Pertencem a Galiza o arquipélago das ilhas Cíes (formado pela ilha do Faro, ilha de Monteagudo e a ilha de San Martiño), o arquipélago de Ons (formado pela ilha de Ons e a de Onza), o arquipélago de Sálvora (formado pelas ilhas de Sálvora, Vionta e Sagres), bem como outras ilhas como Cortegada, Arousa, as Sisargas, ou as Malveiras; a maior parte das quais pertencem ao Parque Nacional das Ilhas Atlánticas.
A Galiza também lhe pertencem multidão de ilhas mais pequenas e ilhotas. Calcula-se que na costa de Galiza há 316 arquipélagos, ilhotas e penhascos.
Ilhas principais
| - Ilha de Arousa - Ilhas Cíes - Ilha de Ons - Ilha de Sálvora - Ilha de San Simón | - Ilha Coelleira - Ilha de Tambo - Ilha de Cortegada - Ilhas Sisargas | - Ilha de San Martiño - Ilha Ansarón - Farallóns - Ilha Pancha |

## O interior
O aspecto orográfico que apresenta Galiza em seu interior é de montanhas baixas e romas, com uma grande quantidade de rios, estruturados como tributários do Rio Miño no interior, e nas bacias atlântica e cantábrica, rios mais curtos (em particular os que vão ao mar Cantábrico). As pendentes suaves às vezes cedem o passo a ladeiras escabrosas, como ocorre nos Canhões do Sil. Em outras zonas aparecem amplos vales, embora sejam a minoria.
A Galiza é percorrida de norte a sudeste por duas falhas tectónicas, dividindo as características do solo galego por ditos lugares. Assim, na zona do Porriño se encontram pedreiras de granito, rocha muito abundante em boa parte de Galiza, mas ausente no extremo nordeste.

### Rios

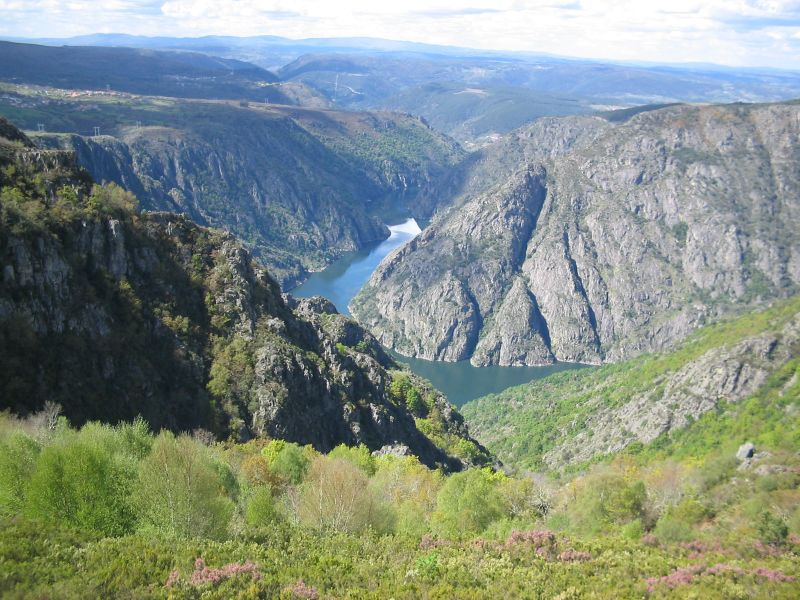
O rio Sil no seu curso pela província de Lugo.

A Galiza qualifica-se muitas vezes como a terra dos mil rios pela quantidade de cursos fluviais que mantém. Em geral, e devido a seu tamanho pequeno, salvo o rio Minho na sua desembocadura ou nas suas muitas represas, são rios não navegáveis (exceção feita para pequenas barcas no trecho final sem pendente de alguns, que propicia a celebração de festas semi-aquáticas como as chamadas "zaleas").
São rios muito curtos na vertente cantábrica e algo mais longos na atlântica, com as exceções novamente do Minho e do Sil que têm um comprimento de algumas centenas de quilómetros.
Existem muitas represas para a produção de energia elétrica, devido ao volume e pendente, o que produz também o fenómeno dos canhões, como os célebres canhões do Sil (muitos deles aproveitados para as represas).

### Montes
As montanhas mais altas são a Pena Trevinca, com uma altitude de 2127 m, 881 m de proeminência topográfica, e 27,4 km de isolamento topográfico. (no limite administrativo da Comunidade Autónoma) e Cabeza de Manzaneda, ambas em Ourense.
No entanto, com as características antes citadas, existem diversas serras ou correntes montanhosas, entre elas:
- Serra do Xistral entre A Mariña de Lugo e a Terra Chá, com Cadramón (1.019 m) e Monseiván (929 m) como pontos mais altos.
- Os Ancares, fazendo fronteira com León e Astúrias, com o bico de Pena Loira (1.821 m) como altura reina.
- Serra do Courel, ao norte do rio Sil, também em fronteira com León, com o monte Faro (1.606 m).
- Serra de Eixo, com PeNa Trevinca (2.124 m), fronteira entre Ourense e Samora.
- Maciço Central Orensano, com Cabeça de Manzaneda (1.778 m), no coração da província de Orense.
- Serra de Faro, com o monte Cantelle (1.222 m) fronteira entre Lugo e Pontevedra.
- Cova dA Serpe, com o bico do mesmo nome (841 m) entre Lugo e a Corunha.
- Montemaior, com o bico de Meda (565 m) na província da Corunha.
- Montes de Testeiro, entre Pontevedra e Ourense, com o Faro de Avión (1.151 m).
- Serra de Peneda, Serra de Xurés e Serra de Larouco fazendo fronteira entre Ourense e Portugal com montes como o Aguioncha (1.240 m).